# Tricolor (navire)
Le Tricolor est un navire transporteur de véhicules norvégien d'environ 50 000 tonneaux construit en 1987  au Japon et qui à la suite d'un abordage, coula sur un haut fond du pas de Calais le 14 décembre 2002.

## Naufrage
Durant les premières heures du 14 décembre 2002, dans la zone économique exclusive française à 20 milles au (NNW) nord-nord-ouest de Dunkerque lors de son voyage de Zeebruges à Southampton, il fut abordé par le Kariba, un porte-conteneurs immatriculé aux Bahamas. Aucune perte humaine ne fut à déplorer. Les 24 membres d'équipage furent sauvés par les stations SNSM de Calais et Dunkerque , le remorqueur Boxer et un pneumatique du sauvetage belge de Nieuport ; le navire abordeur récupéra 3 membres de l'équipage. Le Jean Bart  sauva pour sa part 17 personnes. Le navire coula, se couchant sur le flanc par 30 mètres de fond, une partie de la coque émergeant à basse mer.
Le double « rail » du pas de Calais est une des voies maritimes les plus fréquentées du monde ; la nuit suivante, l'épave fut heurtée par le Nicola, cargo allemand qui dut être dégagé par un remorqueur. Malgré un renforcement du balisage de la zone, le 1er janvier 2003, un pétrolier turc, le Vicky, le heurta également, mais il put se dégager à marée montante.
Les marines nationales française, britannique et belge se relayèrent alors pour assurer une surveillance de la zone de l'épave par patrouilleur maritime et faire dérouter les navires. Ainsi, malgré les balises lumineuses et d'écho radar et les messages radio permanents sur zone, plus d'une cinquantaine d'interventions des patrouilleurs seront nécessaires jusqu'au dégagement de l'épave.

## Le dégagement de l'épave
Il fut mené par une compagnie spécialisée néerlandaise, Smit International. Débutée en juillet 2003, l'opération fut déclarée terminée le 27 octobre 2004.
La méthode consista à découper le navire en section de 3 000 tonnes à l'aide d'un câble composé d'un millier de maillons recouverts de WIDIA (carbure de tungstène fritté), une technique similaire à celle que cette compagnie avait utilisée pour récupérer le Koursk, un sous-marin russe.

## Conséquences
La plupart du gazole des réservoirs du navire fut pompé peu de temps après le naufrage, mais durant ce dernier environ 540 tonnes s'échappèrent et se répandirent dans la mer provoquant une petite marée noire.
Le navire transportait 2 871 voitures neuves, principalement des modèles de luxe allemands et suédois de marque BMW et Volvo, d'une valeur en vente au détail estimé à 60 millions de livres sterling. 
Cette cargaison fut extraite de l'épave et mise à la casse.
La Ligue pour la Protection des Oiseaux a décompté, 5 500 oiseaux ramassés (morts et vivants) pour la France, avec une très forte proportion de guillemots de Troïl, 16 000 oiseaux souillés (morts et vivants) pour la Belgique et la Hollande ce qui fait un total de 21 500 oiseaux.
En 2006, à la suite de cet incident, l'AISM a adopté une nouvelle signalisation : la « bouée d’épave en cas d’urgence ».